# Gorki (rejon miedwieński)
Gorki (ros. Горки) – chutor w zachodniej Rosji, w sielsowiecie wysznierieutczanskim rejonu miedwieńskiego w obwodzie kurskim.

## Geografia
Miejscowość położona jest w dorzeczu rzeki Rieutiec (lewy dopływ Rieuta w dorzeczu Sejmu), przy wschodniej granicy centrum administracyjnego sielsowietu (Wierchnij Rieutiec), 10,5 km na południowy zachód od centrum administracyjnego rejonu (Miedwienka), 43 km na południowy zachód od Kurska, 9 km od drogi magistralnej (federalnego znaczenia) M2 «Krym».
W chutorze znajdują się 42 posesje.
Klimat
Miejscowość, jak i cały rejon, znajduje się w strefie klimatu kontynentalnego z łagodnym ciepłym latem i równomiernie rozłożonymi opadami rocznymi (Dfb w klasyfikacji klimatów Köppena).

## Demografia
W 2010 r. chutor zamieszkiwało 8 osób.